# Thermes de Salies-de-Béarn
 (novembre 2013).
Si vous disposez d'ouvrages ou d'articles de référence ou si vous connaissez des sites web de qualité traitant du thème abordé ici, merci de compléter l'article en donnant les références utiles à sa vérifiabilité et en les liant à la section « Notes et références ».
Les thermes de Salies-de-Béarn sont situés sur la commune de Salies-de-Béarn, dans le département français des Pyrénées-Atlantiques.

## Présentation
La ville de Salies-de-Béarn, surnommée « la cité du sel », est établie entre le gave de Pau et le gave d'Oloron, à 54 m d’altitude, en limite du Béarn et du Pays basque français. L’établissement thermal, datant de 1857, dispose d’une source d’eau des plus salées de France dont les bienfaits sont indiqués par l'Académie nationale de médecine en 1891pour des cures médicalisées en rhumatologie, gynécologie, et troubles du développement de l'enfant.

### La source
La source d'eau salée de Salies-de-Béarn date de plus de 200 millions d'années, période à laquelle le sol salisien a pu profiter de la présence de la mer qui s’est évaporée et a enfoui des couches de sel.
Lors de l'apparition des Pyrénées, des excavations souterraines ont donné naissance à de nombreuses sources, dont la source salée de Salies-de-Béarn. La chloruration en fort sodium de l'eau de Salies-de-Béarn s'explique par le parcours de la source qui, jusqu'au forage, traverse de nombreuses roches et une épaisse couche de sel. Ainsi, cette eau se pourvoit en nombre de minéraux et en quantité de sel important.

### Historique de l'exploitation
L'exploitation de la source d'eau salée est codifiée depuis le Moyen Âge. C'est à cette période, et plus particulièrement en 1587, que naît la Corporation des Parts-Prenants de la Fontaine Salée pour régir l'exploitation du sel. Il faut attendre 1588 pour que le droit de propriété de la fontaine salée soit reconnu aux parts-prenants par Henri III d'Albret. En 1843, on alloue la concession à perpétuité aux Parts-Prenants. Aujourd'hui, la Corporation des Parts-Prenants existe toujours et est régie actuellement par le décret de Mac Mahon de 1876 et a concédé en 1995 un bail concession de 99 ans à la SEM Catherine de Bourbon  pour l’exploitation exclusive de la source salée Catherine de Bourbon. Pour être inscrit aux Parts-Prenants, il faut être le descendant ou la descendante d'un Part-Prenant, demeurer à Salies depuis plus de six mois.

## L’établissement thermal

### Historique

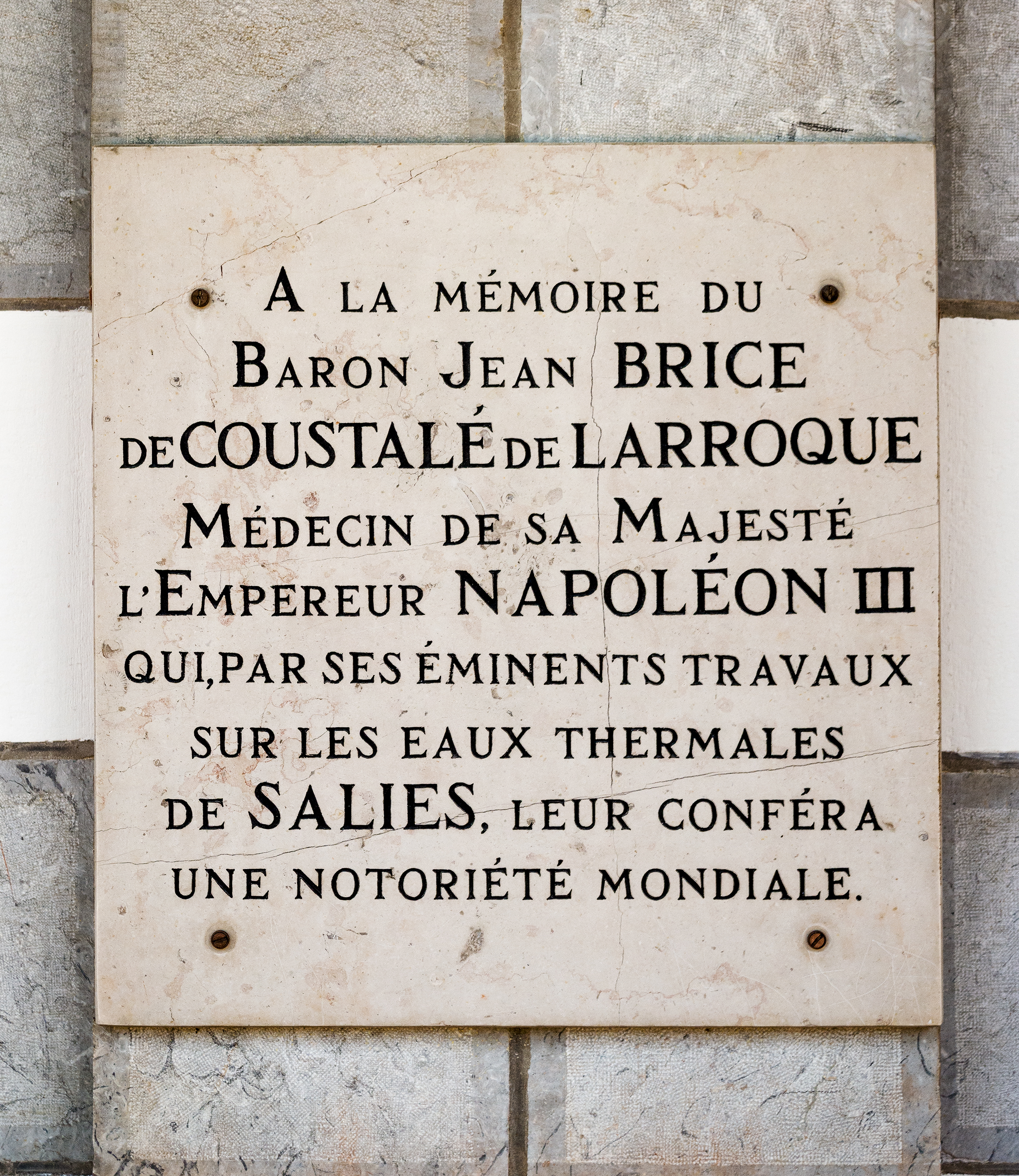

Les vertus des eaux de Salies de Béarn ont été reconnues au XIXe siècle, lorsque les personnes blessées se baignaient dans la fontaine salée et en ressortaient guéries. Après ce constat, les parts prenants, grâce aux revenus tirés de l’exploitation de la fontaine salée, en collaboration avec le docteur Charles Nogaret, ont décidé de construire l'établissement thermal qui a vu le jour en 1857. Au commencement, l’établissement possédait seulement une quinzaine de cabines. Vingt-trois ans après, la fréquentation est telle que l'établissement s'agrandit en 1880. 
Le docteur Brice de Coustalé de Larroque 1812-1882, Médecin de l’empereur Napoléon III et auteur de travaux sur les eaux thermales de Salies-de-Béarn, salisien par son père Joseph Brice de Coustalé de Larroque né au Pavillon Louis XV, attira une clientèle parisienne aisée contribuant ainsi à la notoriété de la station thermale,, .
En 1888, un incendie ravage l'établissement et la reconstruction est décidée immédiatement et l'inauguration est réalisée en 1889. En 1893, un nouvel incendie se déclare et ravage à nouveau l'établissement. Ce dernier est aussitôt reconstruit et l'édification s’achèvera en 1894.

### De nos jours
Le centre thermal de Salies-de-Béarn est partiellement inscrit comme monument historique le 11 septembre 1997. L'établissement, d'inspiration romaine, comprend trois parties : 
- un corps central, où est situé l'accueil ;
- une aile droite, abritant la cure thermale ;
- une aile gauche, abritant la remise en forme thermale et le thermoludisme.

### Propriétés des eaux
Les soins thermaux de Salies-de-Béarn sont prodigués à partir de deux eaux thermales chlorurées sodiques fortes riches en 26 oligoéléments dont le magnésium, la calcium, le potassium et le fer : 
- l’eau minérale naturelle : comprend 300 g de sel / litre, 837 mg d’ion magnésium et 26 oligoéléments ;
- les eaux mères : concentré d'eau thermale comprenant 350 g de sel / litre.

Grâce à leur forte concentration en sel, les eaux de Salies-de-Béarn ont des propriétés antalgiques, anti-inflammatoires et décontracturantes, utilisées pour les cures thermales médicales,.